# Pen-ek Ratanaruang
 (juin 2019).
Si vous disposez d'ouvrages ou d'articles de référence ou si vous connaissez des sites web de qualité traitant du thème abordé ici, merci de compléter l'article en donnant les références utiles à sa vérifiabilité et en les liant à la section « Notes et références ».
Pen-ek Ratanaruang (Thai: เป็นเอก รัตนเรือง) est un réalisateur, scénariste, et producteur thaïlandais né à Bangkok (Thaïlande) le 8 mars 1962.
Pen-ek Ratanaruang est un des principaux réalisateurs de la (seconde) nouvelle vague du cinéma thaïlandais, qui commence à partir de 1997 (et qui inclut Nonzee Nimibutr, Songyos Sugmakanan, Tinit Jitnukul, Wisit Sasanatieng, les frères Pang, Apichatpong Weerasethakul etc.).
Dès ses deux premiers films, Fun Bar Karaoke et 6ixtynin9, Pen-ek obtient un succès international.
Les spécialistes le considèrent tout simplement comme l'un des plus brillants cinéastes de la nouvelle génération. Lorsqu'il s'agit de construire les histoires et les intrigues, il adopte les anciens thèmes de la « recherche du foyer » et « la valeur d'une forte vie de famille »,.

## Biographie
De 1977 à 1985, Pen-ek Ratanaruang vit aux États-Unis. Il est alors adolescent puis devient jeune adulte. Il étudie au Pratt Institute de New York et il obtient un diplôme en histoire de l'art. Il découvre pendant ses temps libres, en piochant au hasard, le cinéma de Jim Jarmusch, Yasujirō Ozu, Woody Allen et Federico Fellini.
De retour en Thaïlande, il devient directeur artistique de l'agence de publicité Leo Burnetà Bangkok. Il fraternise avec un de ses collègues de travail, Wisit Sasanatieng. Il fait ses débuts dans le cinéma comme décorateur.
En 1993, il commence à travailler pour The Film Factory, une compagnie de production de Bangkok pour la télévision.
En 1997, il réalise son premier long métrage : Fun Bar Karaoke, qui obtient le Prix spécial du jury au Festival des trois continents de Nantes.
Ensuite, en 1999, il tourne 6ixtynin9 (เรื่องตลก 69, Ruang talok 69), un film policier très drôle qui évoque la difficile situation en Thaïlande (crise financière et économique de 1997 en Asie du Sud-Est, corruption, conflit entre mafieux et policiers) et qui s'attaque à l'obsession de l'argent et au développement d'un capitalisme déchaîné.
Puis, en 2001, il fait Monrak Transistor (มนต์รักทรานซิสเตอร์) (sélectionné à la Quinzaine des réalisateurs du Festival de Cannes 2002), un film où il dépeint avec humour et réalisme un pays où l'on rêve de réussite musicale mais où partout règne violence et exploitation des plus démunis par ceux qui détiennent pouvoir et richesse.
En 2003, il réalise Last Life in the Universe, avec le scénariste Prabda Yoon, le directeur de photographie Christopher Doyle et l'acteur japonais Tadanobu Asano. Asano joue le rôle d'un homme japonais qui va en Thaïlande pour tenter d'échapper à des yakuza.
En 2004, il est le narrateur (voix) dans le film surréaliste de son ami Wisit Sasanatieng, Citizen Dog.
En 2006, Pen-Ek travaille de nouveau avec Prabda, Doyle et Asano en réalisant le film Vagues invisibles, traitant de l'histoire d'un chef japonais qui commet un meurtre à Macao puis va en Thaïlande.
En 2008 sort sur les écrans français un film sur la relation homme/femme au sein du couple, intitulé Ploy. Le cinéaste décortique ici les rapports humains avec poésie et dilatation du temps. Le film sort en DVD à la fin de l'année 2008. Last life in the universe et Ploy sont des paraboles à la fois désenchantées et empreintes d'humour sur la vie dans la mégapolede Bangkok.
Cet étrange sentiment ouaté du décalage (horaire) de Last Life in the Universe, Vagues Invisibles et Ploy s'inspire du cinéma d'Apichatpong Weerasethakul.
Il débute ensuite le tournage de Nymph (Nang Mai). Il s'agit d'une histoire baignée de surnaturel, basée sur la légende thaïlandaise des Nang Mai, esprits vivants dans les arbres. Il s'agit donc d'un certain changement de ton et de style pour le cinéaste, d'autant plus que le film est rangé dans la catégorie "horreur". Le film a été sélectionné au festival de Cannes 2009 dans la section Un certain regard.
En 2011, Pen-ek Ratanaruang réalise de nouveau un polar, Headshot,.
En 2017, il réalise le superbe et troublant Samui Song,

## Filmographie
- 1997 : Fun Bar Karaoke (ฝันบ้าคาราโอเกะ , Fan ba karaoke)
- 1999 : 6ixtynin9 (เรื่องตลก 69, Ruang talok 69)
- 2001 : Monrak Transistor (มนต์รักทรานซิสเตอร์)
- 2003 : Last Life in the Universe (เรื่องรัก น้อยนิด มหาศาล, Ruang rak noi nid mahasan)
- 2006 : Douze heures vingt (Twelve twenty) (court métrage)[29]
- 2006 : Vagues invisibles (คำพิพากษาของมหาสมุทร, Invisible Waves)
- 2007 : Ploy (พลอย)
- 2009 : Nymph (นางไม้)
- 2009 : Sawasdee Bangkok (สวัสดีบางกอก)[30]
- 2011 : Headshot (ฝนตกขึ้นฟ้า), adaptation de la nouvelle Fon Tok Khuen Fa (ฝนตกขึ้นฟ้า), écrite par Win Lyovarin en 2007[31],[32],[33]
- 2011 : 60 Seconds of Solitude in Year Zero (un très court-métrage d'une minute du film collectif)
- 2013 : Paradoxocracy (ประชาธิป'ไทย) (documentaire)
- 2014 : The Life of Gravity ( แรงดึงดูด )(téléfilm)[34]
- 2018 : Samui Song (ไม่มีสมุยสำหรับเธอ[35])